# Lill Harriet Sandaune
Lill Harriet Sandaune (* 27. Oktober 1973 in Trondheim) ist eine norwegische Politikerin der rechten Fremskrittspartiet (FrP). Von Dezember 2015 bis September 2017 hatte sie einen dauerhaften Einsatz als Abgeordnete im Storting.

## Leben

### Studium und beruflicher Werdegang
Sandaune besuchte bis 1992 eine weiterführende Schule in Trondheim. Anschließend begann sie an der Technisch-Naturwissenschaftlichen Universität Norwegens (NTNU) zu studieren. Dort studierte sie zwischen 1992 und 2005 mit Unterbrechungen unter anderem Sozialwissenschaften, Geschichte, internationale Politik und nordische Sprachen. Von 1997 bis 2005 war sie zudem als Verkäuferin tätig.
Nachdem sie von 2005 bis 2006 die praktisch-pädagogische Ausbildung an der NTNU absolviert hatte, begann sie im Jahr 2006 als Lehrerin an einer weiterführenden Schule zu arbeiten.

### Lokalpolitik
Im Jahr 2005 rückte Sandaune während der laufenden Legislaturperiode in das Kommunalparlament von Malvik auf. Bei den Kommunalwahlen in den Jahren 2011 und 2015 zog sie schließlich jeweils direkt ein. Zudem wurde sie bei den Fylkestingswahlen 2011 und 2015 in das Fylkesting des damaligen Fylkes Sør-Trøndelag gewählt. Als im Oktober 2017 die Fylkestinge von Sør- und Nord-Trøndelag zusammengelegt wurde, wurde Sandaune Abgeordnete im Fylkesting von Trøndelag. Dort zog sie bei den Fylkestingswahlen 2019 und 2023 erneut ein.

### Stortingsabgeordnete
Sandaune wurde bei der Parlamentswahl 2013 erste Vararepresentantin und somit Ersatzabgeordnete der Fremskrittspartiet im Wahlkreis Sør-Trøndelag. Als solche kam sie ab dem 16. Dezember 2015 zu einem dauerhaften Einsatz, da ihr Parteikollege Per Sandberg zum Fischereiminister ernannt worden war und deshalb sein Mandat ruhen lassen musste. Sandaune wurde Mitglied im Ausschuss für Kirche, Bildung und Forschung. Bei der Stortingswahl 2017 wurde sie erneut erste Ersatzabgeordnete. Da Sandberg jedoch nicht erneut kandidiert hatte und somit nicht weiter vertreten werden musste, endete ihr Einsatz mit dem Ende der Legislaturperiode am 30. September 2017. Auch bei der Wahl 2021 wurde Sandaune erneut erste Ersatzabgeordnete.